# Emhouse
Emhouse város az USA Texas államában, Navarro megyében. Lakosainak száma 187 fő (2020. április 1.).

## Népesség
A település népességének változása:
| Lakosok száma | 159  | 133  | 187  |
|               | 2000 | 2010 | 2020 |